# 烏滸
烏滸（おこ）とは、馬鹿げていてあるいは滑稽で人の笑いを買う様な有様を指す。

## 概要
記紀に「ヲコ」もしくは「ウコ」として登場し、「袁許」「于古」の字が当てられる。平安時代には「烏滸」「尾籠」「嗚呼」などの当て字が登場した。
平安時代には散楽、特に物真似や滑稽な仕草を含んだ歌舞やそれを演じる人を指すようになった。後に散楽は「猿楽」として寺社や民間に入り、その中でも多くの烏滸芸が演じられたことが、『新猿楽記』に描かれている。『今昔物語集』（巻28）や『古今著聞集』など、平安・鎌倉時代の説話集には烏滸話と呼ばれる滑稽譚が載せられている。また、嗚呼絵（おこえ）と呼ばれる絵画も盛んに描かれ、『鳥獣戯画』や『放屁合戦絵巻』がその代表的な作品である。
南北朝・室町時代に入ると、「気楽な、屈託のない、常軌を逸した、行儀の悪い、横柄な」（『日葡辞書』）など、より道化的な意味を強め、これに対して単なる愚鈍な者を「バカ（馬鹿）」と称するようになった。江戸時代になると、烏滸という言葉は用いられなくなり、馬鹿という言葉が広く用いられるようになった。